# Gunnebo (przedsiębiorstwo)
Gunnebo AB – wywodzący się z miejscowości Gunnebo w Szwecji międzynarodowy koncern produkujący urządzenia bankowe, zabezpieczenia przeciwpożarowe, elementy zawiesi, elementy mocujące.

## Historia
Firma została założona w 1764 roku przez Hansa Hultmana z Västervik w celu produkcji gwoździ do budowy statków oraz łańcuchów dla zastosowań gospodarskich.
- W latach 50. XIX w. firma została własnością niemiecką i była poddana przebudowie, która uczyniła z niej największą wytwórnię w regionie Kalmar.
- W latach 70. XIX w. recesja gospodarcza w Szwecji jest przyczyną poważnych problemów firmy Gunnebo.
- W 1889 roku zostaje utworzony Gunnebo Bruks Nya AB. W następnych latach firma przechodzi gruntowną modernizację (m.in. elektryfikacja).
- Okres I wojny światowej nie pozwolił na rozwój w związku z brakami surowców, których nie kompensowały wyższe ceny produktów firmy.
- Lata 20. i 30. XX w. – wybudowana zostaje nowa cynkownia elektrolityczna.
- Okres II wojny światowej nie wpłynął negatywnie na kondycję firmy.
- W 1945 roku zostaje przyłączona grupa Tage Wiberg – Gunnebo zostaje największym w Szwecji producentem gwoździ.
- W 1955 Gösta Rehnqvist, prezes firmy, wprowadza produkcję wysokowytrzymałych łańcuchów technicznych.
- W 1960 prezes Sten Sjöholm dokonuje reorganizacji poprzez przeniesienie części produkcji do Gunnebo Bruk, Sya, Söråker oraz Ödeborg.
- W 1980 Ingmar Asplund restrukturyzuje firmę po kryzysie z lat 70. na zorientowaną na rynek, zdecentralizowaną organizację.
- W latach 80. wzrasta eksport, sięgając połowy sprzedaży. Firma zmienia nazwę na Gunnebo AB.
- Rok 1989 – 225 rocznica powstania firmy, zatrudnienie sięga 1300 pracowników. Wpływy firmy są obecnie pięciokrotnie większe niż w 1945 roku.
- 1995 rok – Gunnebo zostaje przejęte przez grupę inwestycyjną HIDEF Kapital AB, która zmienia nazwę na Gunnebo AB. „Stare” Gunnebo przemianowane zostaje na Gunnebo Industrier AB. Wśród nowo przejętych w 1995 roku firm w grupie znajduje się E A Rosengrens. Nowym strategicznym kierunkiem rozwoju grupy jest obszar zabezpieczeń mienia.
- W 1996 roku Gunnebo znajduje się na „liście A” giełdy w Sztokholmie. w latach 1996–2000 do grupy zostają włączone 23 nowe firmy, z których najważniejsze to: Garny Sicherheitstechnik, Fichet-Bauche, Chubb Safes. Do struktury Gunnebo Industrier włączone zostają: OFA Oy AB, Cargo Control i Gemla Mekanik.
- W 2001 kolejnych sześć firm zasila grupę, m.in.: Ritzenthaler, Andr. Jacobsen A/S (ANJA). W krótkim okresie Gunnebo przekształciło się w jedną z największych firm sektora zabezpieczeń mienia.
- Rok 2002 to dwie kolejne firmy w strukturze: German Leicher Group oraz Riva Systems A/S. Pod koniec roku system obsługi automatycznej obsługi gotówkowej (kasy automatyczne i półautomatyczne) SafePay zostaje wprowadzony do oferty.
- W roku 2005 został dokonany podział grupy Gunnebo AB na Gunnebo AB oraz Gunnebo Industries notowane jako osobne spółki akcyjne na giełdzie w Sztokholmie.
- W roku 2008 fundusz Sgulah Stellata wykupił wszystkie akcje Gunnebo Industries[1].

## Gunnebo w Polsce
W Polsce istnieje kilka spółek związanych z Gunnebo:
Gunnebo Polska Sp z o.o., która znajduje się w Kaliszu w województwie wielkopolskim. Firma sprzedaje systemy zabezpieczeń tj. sejfy, szafy ognioodporne, mechaniczne i elektroniczne systemy kontroli dostępu, automatykę bankową itp.
Gunnebo Industries Sp z o.o., która znajduje się w Ornecie w województwie warmińsko-mazurskim. Produkuje i sprzedaje zawiesia poliestrowe oraz montuje zawiesia łańcuchowe z komponentów wytwarzanych w zakładach Gunnebo Industrier w Szwecji. 
Gbo Fastening Systems Sp z o.o., która powstała w 1999 roku jako Gunnebo Baltic, potem przemianowana na Gunnebo Industries, a następnie w 2012 roku na Gbo Fastening Systems. Spółka ta wytwarza i sprzedaje elementy złączne takie jak wkręty, gwoździe, kołki itp